# Prostitution en Guadeloupe
La prostitution en Guadeloupe est un phénomène répandu malgré son interdiction légale, en vertu des lois françaises réprimant les clients de la prostitution.

## Description du phénomène
La vieille-ville de Pointe-à-Pitre voit la présence de prostituées issues de République Dominicaine en activité quand la nuit tombe,, et des maisons abandonnées font office de lupanars, faute d'autres lieux disponibles. La zone de Grand-Baie est aussi connue comme un lieu de prostitution, et de nombreuses prostituées travaillent à Saint-François.
Des prostituées dominicaines travaillent aussi dans certains bars de la ville du Gosier. En mai 2017, un réseau de prostitution dominicain a été démantelé, et 16 personnes ont été arrêtées.
Le Centre Associatif de Santé et d’Accompagnement sur les risques sexuels (CASA), qui apporte soutien et information aux travailleuses du sexe, plus particulièrement dans le domaine de la santé, a appelé à une décriminalisation du travail du sexe et à l'ouverture de lieux dédiés pour exercer la profession.
Les prostituées sont appelées localement "pangnols" le diminutif "d'espagnol" en raison du faite que la plupart des prostituées sont souvent d'origine Hispanique .